# Барби (филм)
Барби (енгл. Barbie) америчка је фантастична комедија из 2023. године у режији Грете Гервиг. Настао је по узору на лутку Барби коју производи Mattel и први је играни филм о Барби након неколико анимираних филмова. Прати Барби (Марго Роби) и Кена (Рајан Гозлинг) на путовању самооткривања након егзистенцијалне кризе. Филм се такође осврће бројне теме, као што су патријархат и ефекти феминизма.
У септембру 2009. Universal Pictures је најавио играни филм о Барби с Лоренсом Марком у улози продуцента. Развој је почео у априлу 2014. године, када је Sony Pictures преузео права на филм. Након вишеструких промена сценариста и редитеља, као и избора Ејми Шумер и касније Ен Хатавеј за улогу Барби, у октобру 2018. права је преузео Warner Bros. Pictures. Године 2019. Робијева је преузела насловну улогу, док је 2021. Гервигова потписана за режију. Остатак глумачке поставе објављен је почетком 2022. Снимање се одвијало првенствено у Вотфорду и Лос Анђелесу од марта до јула 2022.
Премијерно је приказан 9. јула 2023. у Лос Анђелесу, док је 21. јула пуштен у биоскопе у САД, односно дан раније у Србији. Истовремено приказивање са филмом Опенхајмер Кристофера Нолана довело је до феномена „Барбенхајмер” на друштвеним мрежама, што је подстакло публику да погледају оба филма. Добио је углавном позитивне рецензије критичара и зарадио преко милијарду долара широм света, поставши филм са највећом зарадом из 2023.
Национални одбор за рецензију филмова и Амерички филмски институт су га сврстали међу 10 најбољих филмова из 2023. Добитник је бројних награда и признања, док је такође био номинован за осам Оскара (међу којима и Оскар за најбољи филм), док је песма из филма What Was I Made For? освојила Оскара за најбољу оригиналну песму.

## Радња
Стереотипна Барби („Барби”) и друге лутке живе у Барбиленду, матријархалном друштву насељеним различитим верзијама Барбика, Кенова и групом укинутих модела, који се третирају као изопштеници због својих неконвенционалних особина. Док Кенови проводе дане на плажи, сматрајући то својом професијом, Барбике имају престижне послове попут доктора, адвоката и политичара. Кен са плаже („Кен”) је срећан само када је са Барби и тражи ближу везу, али Барби га одбија у корист других активности и женских пријатељстава.
Једне вечери на плесној забави, Барби изненада обузима забринутост због смртности. Преко ноћи јој се појављују лош задах, целулит и равна стопала, ометајући њену уобичајену рутину следећег дана. Чудна Барби, изопштена због своје унакажености, говори јој да мора пронаћи дете које се игра с њом у стварном свету да би се решила својих невоља. Кен се сакрива у њеном кабриолету да би јој се придружио, на шта Барби невољно пристаје.
Стигавши на плажу у Лос Анђелесу, Барби удари човека који ју је дирао, што доводи до тога да она и Кен буду накратко ухапшени. Узнемирен њиховим присуством, извршни директор компаније Mattel наређује њихово хватање. Барби проналази своју власницу, тинејџерку Сашу, која је критикује због подстицања нереалних стандарда лепоте. Избезумљена, Барби открива да је Глорија, запослена у компанији Mattel и Сашина мајка, нехотице катализовала њену егзистенцијалну кризу након што је почела да се игра са Сашиним старим Барбикама у сличном стању. Mattel покушава да стави Барби у кутију за играчке за прераду, али она побегне уз Глоријину и Сашину помоћ и њих три путују у Барбиленд, а руководиоци Mattel-а их прате.
У међувремену, Кен сазнаје о патријархалном систему и по први пут се осећа поштованим. Вративши се у Барбиленд, он убеђује остале Кенове да преузму контролу, а Барбике се индоктринирају у покорне улоге, као што су увек сагласне девојке, домаћице и собарице. Барби стиже и безуспешно покушава да убеди Кена и остале Барбике да се врате на старо. Она постаје депресивна, али Глорија држи инспиративан говор о супротстављеним очекивањима друштва од жена, враћајући Барби самопоуздање.
Уз помоћ Саше, Чудне Барби, Алана и укинутих лутака, Глорија убеђује Барбике да се ослободе подређености. Барбике манипулишу Кеновима да се боре међу собом, одвлачећи их од додавања мушке супериорности у устав Барбиленда, а Барбике поново добијају моћ. Пошто су сада искусиле системско угњетавање за себе, Барбике одлучују да исправе грешке свог претходног друштва, наглашавајући бољи третман Кенова и свих изопштеника.
Барби и Кен се извињавају једно другом, признајући своје грешке. Кен се жали да нема сврхе без Барби, па га Барби подстиче да пронађе аутономни идентитет. Барби, која и даље није сигурна у свој идентитет, сусреће се са духом Рут Хандлер, суоснивачице компаније Mattel и креаторке Барбике, која објашњава да Барбина прича нема крај и да њена историја која се стално развија превазилази њене корене.
Након што се Барбике, Кенови и руководиоци Mattel-а опросте од Барби, она одлучује да постане људско биће и врати се у стварни свет. Нешто касније, Глорија, њен муж и Саша воде Барбику, која сада носи име „Барбара Хандлер”, на први преглед код гинеколога.

## Улоге
| Глумац           | Улога            |
| ---------------- | ---------------- |
| Марго Роби       | Барби            |
| Рајан Гозлинг    | Кен              |
| Америка Ферера   | Глорија          |
| Мајкл Сера       | Алан             |
| Аријана Гринблат | Саша             |
| Рија Перлман     | Рут Хандлер      |
| Хелен Мирен      | нараторка        |
| Вил Ферел        | извршни директор |
| Емералд Фенел    | Миџ              |
| Ерика Форд       | Скипер           |